# Frances Gabe
Frances Gabe (23 de juny de 1915 - 26 de desembre de 2016) va ser una artista i inventora estatunidenca més coneguda per dissenyar i construir la casa d'autoneteja a Newberg, Oregon. Va construir el seu propi model per 15.000 dòlars i es calculava que sortiria al mercat el 1984 per uns 50.000 dòlars. Va guanyar notorietat internacional als anys vuitanta per la casa autonetejadora.

## Biografia
Va néixer el 1915 com a Frances Grace Arnholtz en un ranxo a prop de Boise, Idaho, era una persona autoproclamada "inusual". Va passar gran part del temps sola amb el seu pare, Frederick, que era contractista d’obres i que l’acompanyaria a treballar. No va ser fins després del seu divorci amb Herbert Grant Bateson que va canviar el seu cognom per Gabe. El govern dels Estats Units va concedir una patent autònoma a la casa, juntament amb 25 patents addicionals per a invents individuals exclusius de la casa, que sumen 68 patents. El seu psiquiatre va comentar una vegada: "Sou moltes vegades un geni. El món us pertany i no deixeu que ningú us digui res diferent". Una vegada va ser ridiculitzada pel seu invent, però ara arquitectes i constructors coincideixen que és "funcional i atractiva". The Self-Cleaning House va fascinar els investigadors i humorista de la Universitat Harvard, Erma Bombeck, que van dir que s'hauria d’afegir al Mount Rushmore mentre que Fred Amran, el professor de creativitat de la Universitat de Minnesota, la va titllar de patent "increïblement complexa, la més llarga que he llegit mai" i la Casa d’autoneteja va aparèixer a Ripley’s Believe It or Not!. La casa també es va mostrar el 2002 i el 2003 al Museu de les Dones de Dallas, Texas, on va ser una exposició popular. Ella i la casa també van aparèixer a la revista People el 1982. També va aparèixer a la secció Home & Garden del New York Times el 2002, i la casa també va aparèixer a The Guardian i The New York Times, així com al programa de tertúlies de Phil Donahue i a diversos llibres, inclosos Fugitives & Refugees (2003) de Chuck Palahniuk.
Va morir el 26 de desembre de 2016 a l'edat de 101 anys.